# Équipe de Grèce masculine de water-polo

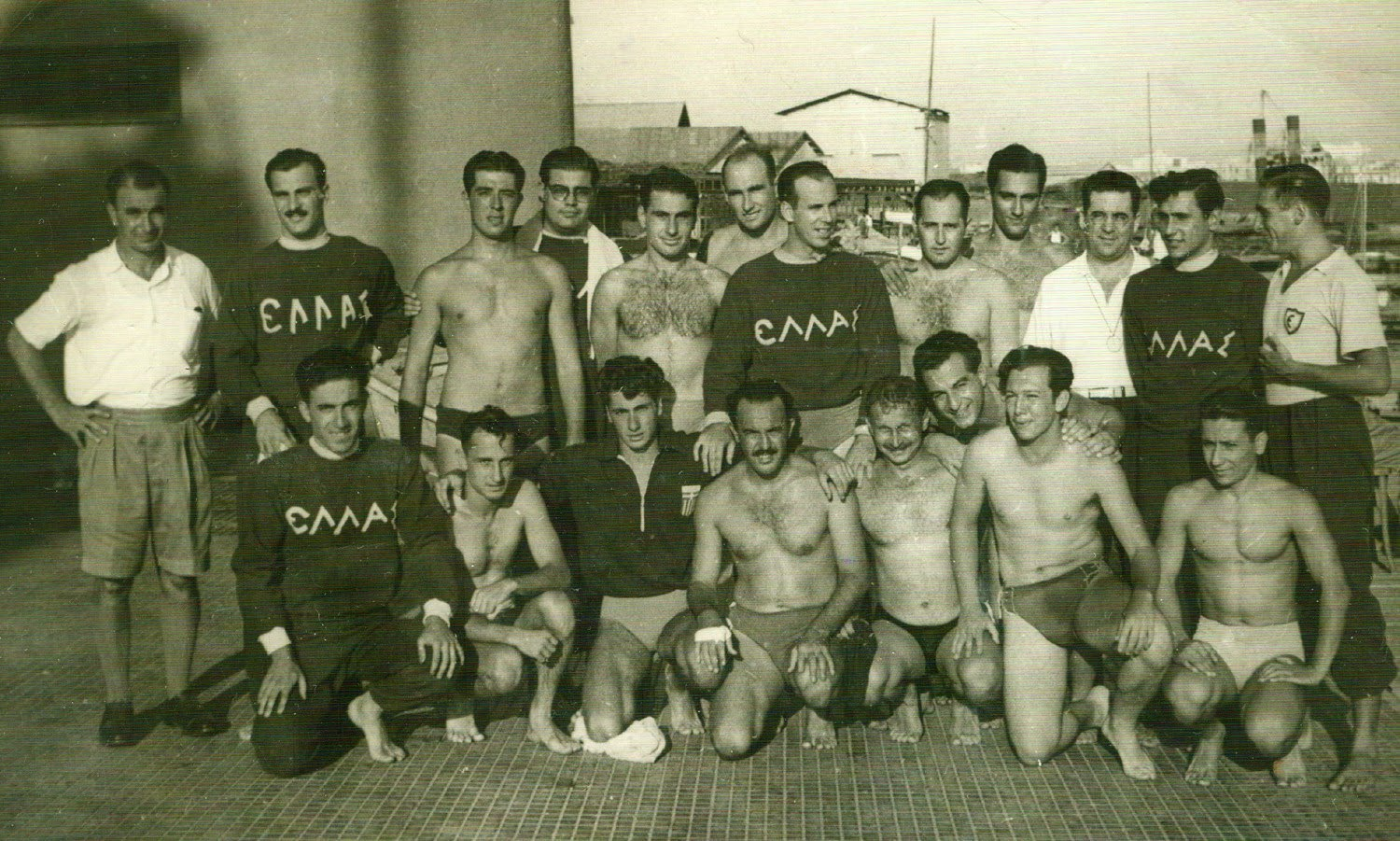
L'équipe nationale grecque de water-polo aux Jeux méditerranéens en 1951.

L'équipe de Grèce de water-polo masculin (en grec moderne : Εθνική ομάδα υδατοσφαίρισης ανδρών Ελλάδας) est l'équipe nationale qui représente la Grèce lors des compétitions internationales masculines de water-polo, sous l'égide de la Fédération grecque de natation (en). Elle consiste en une sélection des meilleurs joueurs grecs.

## Palmarès

### Tableau des médailles
| Jeux olympiques - (2020) | Championnat du monde - (2023) - (2005, 2015, 2022, 2025) | Ligue mondiale - (2004, 2006, 2016, 2020) | Coupe du monde - (1997) | Jeux méditerranéens (en) - (2018) - (1951, 1991, 1993, 2013) |

## Performances dans les compétitions internationales

### Jeux olympiques
- 1980 : 10e place
- 1984 : 8e place
- 1988 : 9e place
- 1992 : 10e place
- 1996 : 6e place
- 2000 : 10e place
- 2004 : 4e place
- 2008 : 7e place
- 2012 : 9e place
- 2016 : 6e place
- 2020 :  Médaille d'argent
- 2024 : 5e place